# Coupe de France 1923/24
Het seizoen 1923/24 was het zevende seizoen van de Coupe de France in het voetbal. Het toernooi werd georganiseerd door de Fédération Française de Football Association (FFFA).
Dit seizoen namen er 305 clubs aan deel (evenveel als in het vorige seizoen). De competitie eindigde op 13 april 1924 met de finale in het Stade Pershing in Parijs met twee Zuid-Franse clubs. De zege ging voor de eerste keer naar een club buiten Parijs. Olympique Marseille (met de Belgen Robert De Ruymbecke en Douglas De Ruymbecke in de gelederen) versloeg FC Cette na verlenging met 3-2.

## Uitslagen

### 1/32 finale
De 1/32e finale was de vierde ronde, inclusief de voorronde. De wedstrijden werden op 16 december 1923 gespeeld. De wedstrijd Vergèze-Floirac werd op 23 december gespeeld, de enige beslissingswedstrijd op 31 december.
| Winnaar               | Uitslag | Verliezer               |
| --------------------- | ------- | ----------------------- |
| Olympique Marseille   | 9-0     | Les Scouts Gap          |
| FC Cette              | 6-0     | SA Bordeaux             |
| FC Rouen              | 3-1     | JA Saint-Ouen           |
| Le Havre AC           | 3-1     | RC Arras                |
| Stade Français        | 9-0     | US Beauregard           |
| Stade Rennes          | 2-1     | US Quevilly             |
| US Saint-Servan       | 4-1     | FEC Levallois           |
| Olympique Paris       | 4-0     | SC Grenoble             |
| FC Dieppe             | 4-0     | Olympique Saint-Quentin |
| Red Star Amical Club  | 2-1 nv  | Excelsior Tourcoing     |
| Racing Club Rouen     | 1-0     | SC Abbeville            |
| SC Nîmes              | 5-4     | EC Bordeaux             |
| Racing Club de France | 4-0     | CS Jean Bouin Angers    |
| RC Roubaix            | 2-1     | CA Montrouge            |
| Stade Bordeaux        | 5-1     | Stade Nantes            |
| CASG Paris            | 3-2     | SM Caen                 |

| Winnaar                 | Uitslag     | Verliezer              |
| ----------------------- | ----------- | ---------------------- |
| FC Mulhouse             | 2-0         | UL Moyeuvre Grande     |
| Red Star Strasbourg     | 3-2         | AF La Garenne-Colombes |
| AC Amiens               | 2-1         | SC Choisy-le-Roi       |
| Racing Calais           | 3-1         | AS Amicale Paris       |
| AS Cannes               | 4-0         | CS Lyon                |
| La Bastidienne Bordeaux | 3-0         | Stade Raphaëlois       |
| CA Paris                | 3-0         | US Boulogne            |
| US Vergèze              | 2-0         | Floirac Club           |
| Olympique Lille         | 3-0         | Stade Le Havre         |
| AS Valentigney          | 3-2         | Gallia Club Lunel      |
| AS Française Paris      | 1-1 nv; 3-0 | US Dunkerque-Malo      |
| RC Strasbourg           | 3-0         | CA Vitry               |
| US Tourcoing            | 6-0         | US Saint-Aubin         |
| FC Bischwiller 07       | 3-2         | Club Français          |
| US Suisse Paris         | 5-0         | SC Reims               |
| CA Metz                 | 7-1         | US Belfort             |

### 1/16 finale
De wedstrijden werden op 6 januari 1924 gespeeld, de beslissingswedstrijden op 20 januari.
| Winnaar             | Uitslag | Verliezer               |
| ------------------- | ------- | ----------------------- |
| Olympique Marseille | 4-1     | FC Mulhouse             |
| FC Cette            | 2-0     | Red Star Strasbourg     |
| FC Rouen            | 1-0     | AC Amiens               |
| Le Havre AC         | 1-0     | Racing Calais           |
| Stade Français      | 3-1     | AS Cannes               |
| Stade Rennes        | 4-2     | La Bastidienne Bordeaux |
| US Saint-Servan     | 3-0     | CA Paris                |
| Olympique Paris     | 4-0     | US Vergèze              |

| Winnaar               | Uitslag     | Verliezer          |
| --------------------- | ----------- | ------------------ |
| FC Dieppe             | 1-0         | Olympique Lille    |
| Red Star Amical Club  | 4-2         | AS Valentigney     |
| Racing Club Rouen     | 1-0         | AS Française Paris |
| SC Nîmes              | 2-1         | RC Strasbourg      |
| Racing Club de France | 3-0         | US Tourcoing       |
| RC Roubaix            | 1-1 nv; 4-1 | FC Bischwiller 07  |
| Stade Bordeaux        | 2-1         | US Suisse Paris    |
| CASG Paris            | 1-1 nv; 4-1 | CA Metz            |

### 1/8 finale
De wedstrijden werden op 27 januari 1924 gespeeld.
| Winnaar             | Uitslag | Verliezer            |
| ------------------- | ------- | -------------------- |
| Olympique Marseille | 4-1     | FC Dieppe            |
| FC Cette            | 1-0     | Red Star Amical Club |
| FC Rouen            | 3-0     | Racing Club Rouen    |
| Le Havre AC         | 2-0     | SC Nîmes             |

| Winnaar         | Uitslag | Verliezer             |
| --------------- | ------- | --------------------- |
| Stade Français  | 4-2     | Racing Club de France |
| Stade Rennes    | 2-1     | RC Roubaix            |
| US Saint-Servan | 1-0     | Stade Bordeaux        |
| Olympique Paris | 4-1     | CASG Paris            |

### Kwartfinale
De wedstrijden werden op 24 februari 1924 gespeeld, de enige beslissingswedstrijd op 9 maart.
| Winnaar             | Uitslag     | Verliezer       |
| ------------------- | ----------- | --------------- |
| Olympique Marseille | 2-2 nv; 3-2 | Stade Français  |
| FC Cette            | 0-0 nv; *   | Stade Rennes    |
| FC Rouen            | 3-1         | US Saint-Servan |
| Le Havre AC         | 2-1         | Olympique Paris |

* Rennes uitgesloten wegens opstellen van twee niet speelgerechtigde spelers.

### Halve finale
De wedstrijden werden op 16 maart 1924 gespeeld, de beslissingswedstrijden op 30 maart en 6 april.
| Winnaar             | Uitslag             | Verliezer   |
| ------------------- | ------------------- | ----------- |
| Olympique Marseille | 3-1                 | FC Rouen    |
| FC Cette            | 1-1 nv; 1-1 nv; 2-0 | Le Havre AC |

### Finale
De wedstrijd werd op 13 april 1924 gespeeld in het Stade Pershing in Parijs voor 29.000 toeschouwers. De wedstrijd stond onder leiding van scheidsrechter Louis Fourgous.
| Winnaar                                          | Uitslag | Finalist                               |
| ------------------------------------------------ | ------- | -------------------------------------- |
| Olympique Marseille                              | 3-2 nv  | FC Cette                               |
| Édouard Crut 3' Jean Boyer 42' Édouard Crut 101' |         | 15' Louis Cazal e.d. 67' Apollon Torta |

1917/18 · 1918/19 · 1919/20 · 1920/21 · 1921/22 · 1922/23 · 1923/24 · 1924/25 · 1925/26 · 1926/27 · 1927/28 · 1928/29 · 1929/30 · 1930/31 · 1931/32 · 1932/33 · 1933/34 · 1934/35 · 1935/36 · 1936/37 · 1937/38 · 1938/39 · 1939/40 · 1940/41 · 1941/42 · 1942/43 · 1943/44 · 1944/45 · 1945/46 · 1946/47 · 1947/48 · 1948/49 · 1949/50 · 1950/51 · 1951/52 · 1952/53 · 1953/54 · 1954/55 · 1955/56 · 1956/57 · 1957/58 · 1958/59 · 1959/60 · 1960/61 · 1961/62 · 1962/63 · 1963/64 · 1964/65 · 1965/66 · 1966/67 · 1967/68 · 1968/69 · 1969/70 · 1970/71 · 1971/72 · 1972/73 · 1973/74 · 1974/75 · 1975/76 · 1976/77 · 1977/78 · 1978/79 · 1979/80 · 1980/81 · 1981/82 · 1982/83 · 1983/84 · 1984/85 · 1985/86 · 1986/87 · 1987/88 · 1988/89 · 1989/90 · 1990/91 · 1991/92 · 1992/93 · 1993/94 · 1994/95 · 1995/96 · 1996/97 · 1997/98 · 1998/99 · 1999/00 · 2000/01 · 2001/02 · 2002/03 · 2003/04 · 2004/05 · 2005/06 · 2006/07 · 2007/08 · 2008/09 · 2009/10 · 2010/11 · 2011/12 · 2012/13 · 2013/14 · 2014/15 · 2015/16 · 2016/17 · 2017/18 · 2018/19 · 2019/20 · 2020/21 · 
2021/22 · 2022/23 · 2023/24 · 2024/25 ·